# Rhabdocaulon
Rhabdocaulon es un género con siete especies de plantas con flores perteneciente a la familia Lamiaceae. Es originario de Sudamérica desde Brasil hasta Argentina.

## Especies
| - Rhabdocaulon coccineum - Rhabdocaulon denudatum - Rhabdocaulon erythrostachys - Rhabdocaulon gracile - Rhabdocaulon lavanduloides - Rhabdocaulon stenodontum - Rhabdocaulon strictum |